# Зуби мудрості

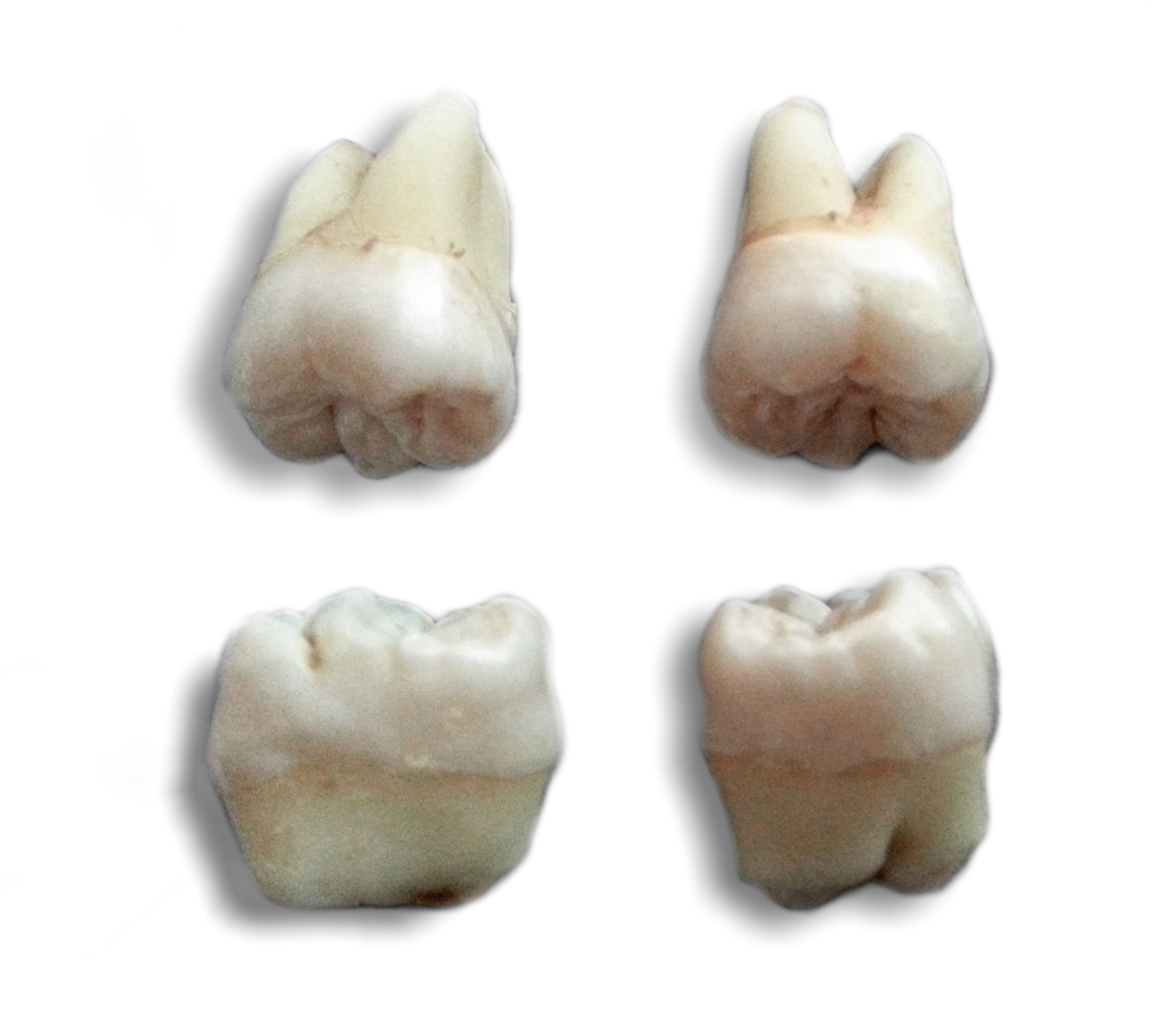
Зуби мудрості

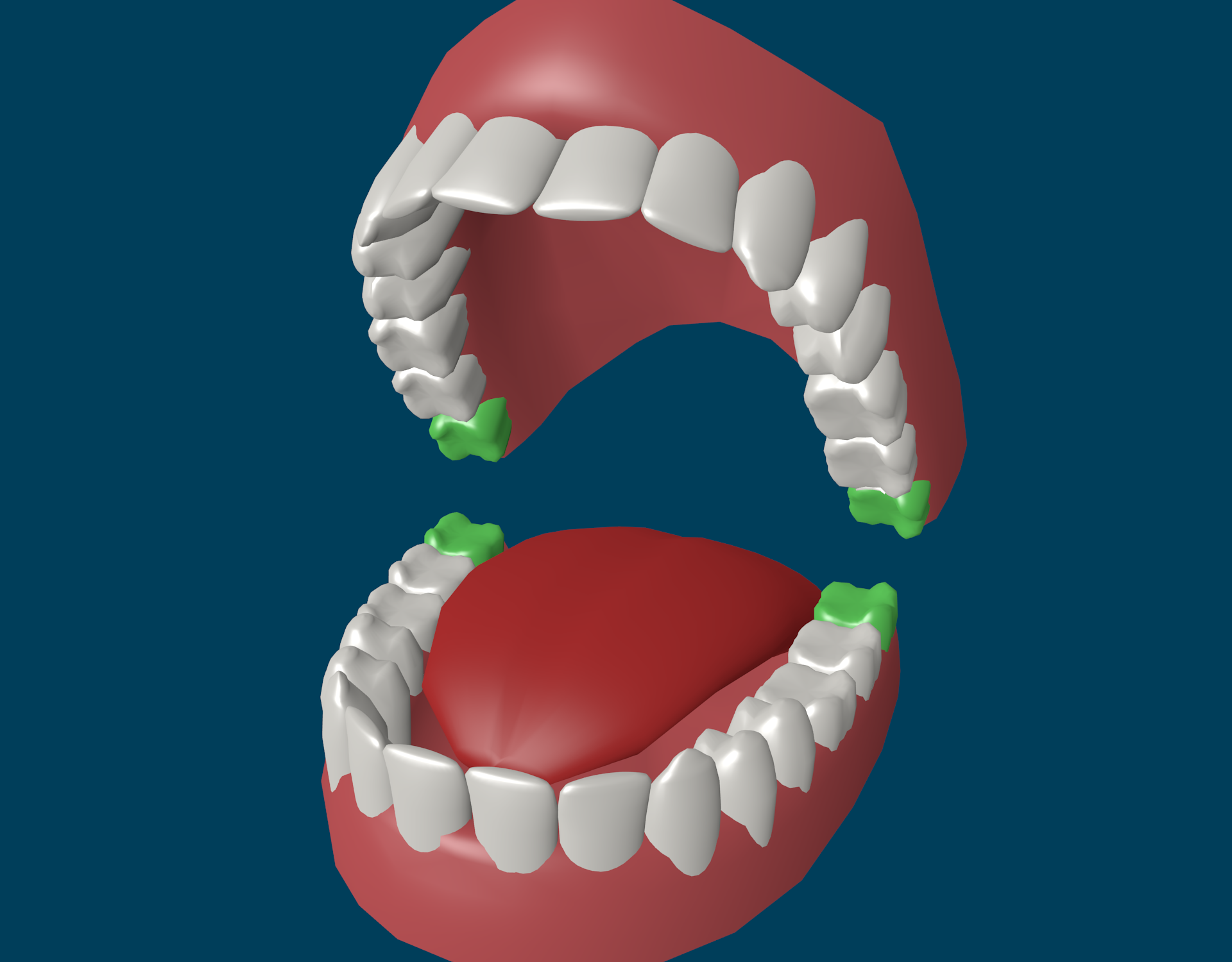
Зуби мудрості позначені зеленим кольором

Зуби мудрості — 8-ий зуб в ряду, третій моляр, зазвичай прорізуються у віці 16-27 років (інколи й пізніше, рідше — раніше, деколи не прорізуються взагалі — залишаються ретинованими). Не до кінця прорізані зуби називають напівретинованими.
Вважають, що третій моляр є рудиментарним органом унаслідок зміни раціону харчування (зменшення вживання твердої та жорсткої їжі). На підтвердження цього в останній час спостерігається частішання випадків відсутності зачатку цього зуба — первинної адентії третього моляра. Також про це свідчать дистопія, ретенція і нефізіологічна форма коронки та коренів цього зуба.
Вважається, що зуби мудрості називають так тому, що вони з'являються значно пізніше, ніж інші, — у віці, коли людина стає мудрішою.
Під час прорізання нижніх зубів мудрості, коли видно тільки частину зуба, часто виникають гнійні запальні процеси в новоутвореній кишені («капюшоні») між яснами і зубом — перикоронарит. Для лікування перикоронариту рекомендується висічення ясен, що нависають. Якщо перикоронарити часто дають рецидиви, то бажано видалити зуб мудрості.
Часто буває, що зуби мудрості через нестачу місця в щелепній дузі можуть неправильно прорізатися і зайняти нефізіологічне положення. Треті моляри, особливо верхні, можуть прорізатися у щічну сторону й травмувати слизову оболонку щоки. Також можливий варіант прорізання нижніх зубів мудрості з нахилом у бік зуба, що стоїть поруч, через що в новоутворену щілину між другим та третім моляром потрапляє їжа, яка (через неможливість правильної гігієнічної обробки) призводить до карієсу сусіднього зуба, підвищеного відкладення твердого (зубний камінь) і м'якого (зубна бляшка) нальоту й гінгівіту. Зуби з такими патологіями зазвичай видаляють.
При нормальному прорізанні та за умови фізіологічної форми зуб мудрості можна використовувати при протезуванні як опорний зуб для мостоподібного протезу чи для фіксації на ньому кламера або атачмена у знімному протезуванні.